# Милица Миладиновић
Милица Миладиновић (Београд, 21. фебруар 1924 — Београд, 13. јануар 2015) била је српска музичарка, првакиња Опере Народног позоришта у Београду.

## Биографија
Рођен је 1924. године у Београду, где је завршрила Другу женску гимназију. Након тога школовала се на Музичкој академији у Београду и завршила је 1950. године.
Њен супруг био је Душан Миладиновић српски диригент-маестро, композитор и професор Музичке академије у Београду у Београду и дугогодишњи диригент и директор Опере Народног позоришта у Београду. Њихов син, Дејан Миладиновић био је магистар театролошких наука, позоришни редитељ и директор Опере Народног позоришта у Београду (2012—13) и ванредни професор глуме и оперског студија на Факултету музичке уметности у Београду.
Преминула је 13. јануара 2015. године у Београду, а сахрањена 19. јануара у Алеји заслужних грађана на Новом гробљу.

## Каријера
Након завршетка студија, 1950. године постала је солиста Опере Националног театра у Београду, где је радила све до одласка у пензију.
Публика ју је упамтила по разноврсним улогама, међу којима су биле и све најзначајније роле мецосопранског репертоара: Амнерис, Ацучена, Еболи, Шарлота, Далила, Марфа, Кончаковна, Марина, Кармен...
У њеној биографији, посебно се издвајају две улоге у домаћим операма : Мајка Јевросима у Кнезу од Зете Петра Коњовића, у којој је због моћног јединства њене вокалне и глумачке интерпретације досезала до трагике достојне античких сцена, и Фема у Логаровој ”Покондиреној тикви”. Ту комичну оперу, композитор Миховил Логар, посветио је управо Милици Миладиновић за њену „високу уметност гласа и глуме”, како је одштампано на насловној страници партитуре.
Пред папом Павлом VI промовисала је православну музику под сводовима базилике Светог Петра у Риму. Певала је пред холандским краљем Бодуеном, председником УАР Насером, председником Титом, председником Турске Бајаром, генералним секретаром УН Де Куељаром, патријархом српским Германом.
Миладиновићева је гостовала у Бечкој државној опери (Штатсопера), у операма Берлина, Атине, Каира, Венеције, Анкаре, Единбурга, Копенхагена, Брисела, Париза, Мадрида, Женеве, Лозане, Висбадена.
Широм Европе и Југославије посебно се прославила улогом Кармен, наступајући са славним партнерима као што
су Хелге Розвенге, Ђуси Бјерлинг, Џорџ Лондон и Марио Дел Монако. Велтпресе из Беча писао је да је „њена Кармен била откровење јер је, поред великог сонорног гласа, донела још много квалитета који су код нас постали реткост”.
„Расно лепа, Милица Миладиновић, бриљирала је у улози Марине, писало је у бечком Куриру, а за улогу грофице у Пиковој Дами, критичар Коријере дела Сера је истакао : „Изванредна незаборавна креација!”. Том улогом Милица Миладиновић се и опростила од публике у представи под диригентским вођством њеног супруга Душана и сина Дејана.

## Награде и признања
- Годишња награда Народног позоришта у Београду за креацију лика Феме (1974)
- Златну плакету за животно дело Народног позоришта у Београду (1977)
- Посебно признање за врхунски допринос националној култури Републике Србије (2007)[1]